# Ysjön, Gästrikland
Ysjön är en sjö i Sandvikens kommun i Gästrikland och ingår i Dalälvens huvudavrinningsområde. Sjön är 1,7 meter djup, har en yta på 0,0977 kvadratkilometer och befinner sig 65,9 meter över havet. Sjön avvattnas av vattendraget Getbroån.

## Delavrinningsområde
Ysjön ingår i det delavrinningsområde (670454-155766) som SMHI kallar för Inloppet i Storsjön. Medelhöjden är 81 meter över havet och ytan är 16,07 kvadratkilometer. Det finns ett avrinningsområde uppströms, och räknas det in blir den ackumulerade arean 29,41 kvadratkilometer. Getbroån som avvattnar avrinningsområdet har biflödesordning 3, vilket innebär att vattnet flödar genom totalt 3 vattendrag innan det når havet efter 78 kilometer. Avrinningsområdet består mestadels av skog (88 procent). Avrinningsområdet har 0,1 kvadratkilometer vattenytor vilket ger det en sjöprocent på 0,6 procent.